# Cérences
Cérences é uma comuna francesa na região administrativa da Normandia, no departamento Mancha. Estende-se por uma área de 26,13 km². Em 2010 a comuna tinha 1 831 habitantes (densidade: 70,1 hab./km²).